# FINA Water Polo World Cup 1979 (femminile)
La Coppa del Mondo femminile di pallanuoto 1979 è stata la prima edizione della manifestazione organizzata dalla FINA.
Le cinque squadre invitate erano incluse in un unico girone in cui ciascuna affrontava tutte le altre una sola volta, per un totale di 4 partite per ogni squadra. Le partite si disputarono a Merced (California).

## Squadre partecipanti
Le squadre sono elencate in ordine alfabetico.
- Australia
- Canada
- Nuova Zelanda
- Paesi Bassi
- Stati Uniti

## Classifica
|    | Squadra       | Punti | G | V | N | P | GF | GS | DR  |
| -- | ------------- | ----- | - | - | - | - | -- | -- | --- |
| 1. | Stati Uniti   | 7     | 4 | 3 | 1 | 0 | 33 | 19 | +14 |
| 2. | Paesi Bassi   | 5     | 4 | 2 | 1 | 1 | 24 | 11 | +13 |
| 3. | Australia     | 4     | 4 | 2 | 0 | 2 | 27 | 18 | +9  |
| 4. | Canada        | 4     | 4 | 2 | 0 | 2 | 21 | 16 | +5  |
| 5. | Nuova Zelanda | 0     | 4 | 0 | 0 | 4 | 6  | 43 | –37 |

## Risultati
|               | Stati Uniti (bandiera) | Paesi Bassi (bandiera) | Australia (bandiera) | Canada (bandiera) | Nuova Zelanda (bandiera) |
| ------------- | ---------------------- | ---------------------- | -------------------- | ----------------- | ------------------------ |
| Stati Uniti   |                        | 6 – 6                  | 8 – 7                | 7 – 4             | 12 – 2                   |
| Paesi Bassi   | 6 – 6                  |                        | 5 – 3                | 3 – 7             | 13 – 2                   |
| Australia     | 7 – 8                  | 3 – 5                  |                      | 15 – 4            | 12 – 1                   |
| Canada        | 4 – 7                  | 7 – 3                  | 4 – 15               |                   | 6 – 1                    |
| Nuova Zelanda | 2 – 12                 | 2 – 13                 | 1 – 12               | 1 – 6             |                          |

## Classifica finale
| Vincitore Coppa del Mondo (1º titolo) | Vincitore Coppa del Mondo (1º titolo) |
| ------------------------------------- | ------------------------------------- |
| STATI UNITI                           |                                       |
| Posizione                             | Squadra                               |
| 2                                     | Paesi Bassi                           |
| 3                                     | Australia                             |
| 4                                     | Canada                                |
| 5                                     | Nuova Zelanda                         |